# CF Intercity
 CF Intercity  is een Spaanse voetbalclub dat twee standplaatsen kent, Sant Joan d'Alacant en Crevillent in de regio Valencia. De club speelt in de Segunda División RFEF. Thuisstadion is het Ciudad Deportiva Antonio Solana, dat 4.000 plaatsen heeft.  Het is de eerste ploeg in Spanje die aanwezig is op de beurs.

## Geschiedenis
CF Intercity werd opgericht in 2017.  Het team ontstond nadat een groep investeerders onder leiding van Salvador Martí en Javier Mira zich had aangesloten bij GCD Sant Joan, een club die in 1929 was opgericht.  Ze wijzigden de structuur van de club, waardoor de hele geschiedenis en de kleuren van de club verloren gingen en de ploeg opnieuw op het niveau van de Eerste Regionale reeks moesten beginnen.
In het eerste seizoen 2017-2018 speelde de club op het zesde niveau van het Spaans voetbal. Dit was gelijk een succes, want de club werd kampioen en promoveerde naar de Preferente.  
Ook daar werd de club in haar jaar kampioen. Intercity promoveerde opnieuw en startte het seizon 2019-2020 in de Tercera División. Het eerste seizoen behaalde de ploeg een vijfde plaats met het behoud als gevolg.  Het betekende ook de eerste deelname aan de Copa del Rey in de geschiedenis van de ploeg.  In de voorronde werd UD Gran Tarajal, een andere ploeg die vorig jaar kampioen speelde in de Preferente, nog uitgeschakeld.  Maar tijdens de eerste ronde werd er met 0-3 verloren van Athletic Bilbao, een ploeg uit de Primera División.
Tijdens het overgangsseizoen 2020-2021, het laatste van de Segunda División B, kon de ploeg een plaats in de Segunda División RFEF afdwingen.  
Ook tijdens dit seizoen 2021-2022 speelde de ploeg constant aan de top van de Segunda División RFEF en werd het uiteindelijk kampioen.
Zo speelt de ploeg vanaf seizoen 2022-2023 in de Primera División RFEF.

## Andere sporten
De ploeg heeft ook een sectie, die zich met basketbal bezig houdt.  Haar ploegnaam is Club Baloncesto Lucentum Alicante.  Deze ploeg werd opgericht in 2015 en speelt in de categorie Leb Oro.

## Overzicht competitie en beker
| Seizoen | Competitie               | Positie     | Resultaat                           | Beker deelname |
| ------- | ------------------------ | ----------- | ----------------------------------- | -------------- |
| 2017/18 | 1° Regional VI           | Kampioen    | Stijgt naar Preferente              | Nee            |
| 2018/19 | Preferente V             | Kampioen    | Stijgt naar Tercera División        | Nee            |
| 2019/20 | Tercera División IV      | 5de plaats  | Behoud                              | 1ste Ronde     |
| 2020/21 | Tercera División IV      | 3de plaats  | Verhuist naar Segunda División RFEF | Nee            |
| 2021/22 | Segunda División RFEF IV | 2e plaats   | Promotie naar Primera Federación    | Nee            |
| 2022/23 | Primera División RFEF    | 12de plaats |                                     | 1/16e finale   |
| 2023/24 | Primera División RFEF    | 15de plaats |                                     | Nee            |
| 2024/25 | Primera División RFEF    | 20e plaats  | Degradatie                          | Nee            |